# 名古屋市立八事小学校
名古屋市立八事小学校（なごやしりつ やごとしょうがっこう）は、名古屋市昭和区五軒家町にある公立小学校。

## 歴史
八事小学校の前身は、1936年（昭和11年）2月に設立の私立の南山小学校である。これは財団法人南山中学校が設立したもので、同校は児童中心主義の教育を掲げていたが、卒業生を出すことなく、1941年（昭和16年）4月の国民学校令施行を目前に名古屋市へ移管の上で廃止され、跡地に八事国民学校が設立されることとなった。学校の創立について、『昭和区誌』（1989年）では1941年（昭和16年）4月に「八事国民学校」として、『愛知県小中学校誌』（2018年）では同年3月31日に「八事尋常小学校」として設立されたとしている。
名古屋市内の国民学校の過半は何らかの被害を受けたが、八事国民学校については戦災には遭わないまま終戦を迎えている。
戦後、名古屋市立八事小学校として再出発したのち、1953年（昭和28年）10月には滝川町31番地に分校を設置している。開設から10年後の1963年（昭和38年）4月に至って、分校の通学区域を名古屋市電八事線以北と限ることとなった。分校はその2年後に名古屋市立滝川小学校として独立を果たしている。
また、1954年（昭和29年）には知的障害児施設である八事少年寮にも分教場が設けられている。八事少年寮は、1937年（昭和12年）名古屋大学教授であった杉田直樹の手により運営された施設で、1949年（昭和24年）に昭徳会が継承したものである。1965年（昭和40年）には三好学園となり、その後小原学園となっている。

### 児童数の変遷
『愛知県小中学校誌』（2018年）によると、児童数の変遷は以下の通りである。
| 1947年（昭和22年） | 813人  |  |
| 1957年（昭和32年） | 1313人 |  |
| 1967年（昭和42年） | 683人  |  |
| 1977年（昭和52年） | 697人  |  |
| 1987年（昭和62年） | 509人  |  |
| 1997年（平成9年）  | 454人  |  |
| 2007年（平成19年） | 333人  |  |
| 2017年（平成29年） | 386人  |  |

## 通学区域
所管する名古屋市教育委員会は、2018年（平成30年）9月1日現在、昭和区のうち、上山町・駒方町・五軒家町・汐見町の全域および南山町・檀渓通1～2・5丁目・花見通2～3丁目・隼人町・広路町（字梅園・字松風園・字隼人・字雲雀ヶ岡・字南山の全域および字石坂の一部）の各一部を通学区域として指定している。
また、卒業後の進学先は名古屋市立駒方中学校となっている。

## 交通アクセス
- 名古屋市営地下鉄鶴舞線 いりなか駅が最寄り駅である[WEB 1]。

## 著名な卒業生
- 鬼頭理三（テレビドラマ演出家、映画監督）

### WEB
1. 1 2  名古屋市役所教育委員会事務局総務部企画経理課企画統計係 (2018年9月18日). “昭和区の小・中学校一覧”.   名古屋市. 2018年11月14日閲覧。
2. ↑  西脇良 (2017年6月3日). “2017年6月3日　学校説明会（校長挨拶）”.   学校法人 南山学園 南山大学附属小学校. 2018年12月8日閲覧。
3. 1 2  “昭徳会の歴史”.   社会福祉法人社会福祉法人昭徳会. 2018年12月8日閲覧。
4. ↑  名古屋市教育委員会事務局総務部教育環境計画室計画係 (2018年9月1日). “名古屋市立小・中学校の通学区域一覧（昭和区）” (PDF).   名古屋市. 2018年11月15日閲覧。
5. ↑  名古屋市教育委員会事務局総務部教育環境計画室計画係 (2018年4月1日). “名古屋市立中学校区一覧（小→中）” (PDF).   名古屋市. 2018年11月14日閲覧。

### 文献
1. ↑  昭和区制施行50周年記念事業委員会 1987, p. 458.
2. ↑  昭和区制施行50周年記念事業委員会 1987, p. 459.
3. 1 2  六三制教育七十周年記念 愛知県小中学校誌 合同記念誌編集特別委員会 2018, p. 210.
4. ↑  昭和区制施行50周年記念事業委員会 1987, p. 318.
5. 1 2 3 4  昭和区制施行50周年記念事業委員会 1987, p. 419.